# Ptyonoprogne rupestris
El avión roquero (Ptyonoprogne rupestris) es una especie de ave de la familia de los aviones y golondrinas (Hirundinidae). Mide 14 cm de largo y posee partes superiores color marrón ceniza y partes inferiores más claras, además de una cola corta y cuadrada que posee unas manchas blancas distintivas en la mayoría de sus plumas. Habita en las montañas del sur de Europa, el noroeste de África y el sur de Asia. Se le puede confundir con las otras dos especies del género, pero es de mayor tamaño que estas, presenta unas manchas más notorias en la cola y posee un plumaje de tono diferente. Muchos ejemplares de Europa son residentes, pero las poblaciones más norteñas y las que habitan en Asia son migratorias, ya que hibernan en el norte de África, el Medio Oriente o la India.
El avión roquero construye un nido adherido a la superficie rocosa bajo la saliente de un acantilado o, más frecuentemente, a una estructura creada por el hombre. Construye un nido con forma de media taza de barro con una capa interna suave de plumas y pasto seco. Los nidos suelen ser solitarios, aunque algunas parejas pueden anidar relativamente cerca en ubicaciones apropiadas. La hembra se encarga de poner e incubar de dos a cinco huevos blancos con manchas marrones, aunque posteriormente ambos progenitores alimentan a los pichones. Esta especie no forma grandes colonias de apareamiento, pero es más bien gregaria fuera de esta temporada. Se alimenta de una gran variedad de insectos que captura en pleno vuelo, cerca de las paredes de los acantilados o en prados alpinos. Los adultos y los jóvenes son alimento para las aves de presa o los córvidos, y también alojan ácaros que se alimentan de su sangre. Dada su área de distribución, muy grande y en expansión, y su población numerosa, no existe ninguna preocupación en cuanto a su estado de conservación.
Esta ave se relaciona de forma muy cercana con los dos otros aviones dentro del género y a veces se lo ha considerado de la misma especie que uno de ellos o ambos, si bien parecen existir zonas donde las áreas de distribución de dos especies se empalman sin que se hibriden. Los tres aviones de Ptyonoprogne son muy similares en comportamiento a las otras golondrinas del Viejo Mundo que construyen sus nidos con barro. A veces se los incluye dentro del género Hirundo, pero este punto de vista lleva a inconsistencias en la clasificación de otros géneros, particularmente en el caso de Delichon.

## Taxonomía
El avión roquero fue descrito formalmente como Hirundo rupestris por el naturalista italiano Giovanni Antonio Scopoli en 1769, si bien luego fue clasificado en el nuevo género Ptyonoprogne en 1850 por el ornitólogo alemán Heinrich Gustav Reichenbach. Sus parientes más cercanos son los otros integrantes del género, que son el avión isabelino (P. fuligula), el avión oscuro (P. concolor) y el avión pálido (Ptyonoprogne obsoleta). El nombre del género se deriva del griego ptuon (φτυον), «abanico», en referencia a la forma de la cola cuando está abierta, y Procne (Πρόκνη), una doncella mitológica que fue transformada en una golondrina. El nombre específico, rupestris significa «de las rocas» y se deriva del latín rupes, «rocas». No se han reconocido subespecies, aunque se propuso la existencia de dos razas, P. r. centralasica y P. r. theresae, la primera habitante de Asia Central y la segunda, de los montes Atlas en Marruecos, pero las mínimas diferencias en tamaño y colorido no tienen un patrón geográfico definido. Se hallaron fósiles de la especie en el estrato del pleistoceno tardío en Bulgaria, y en el centro de Francia en sedimentos de entre 242 000 y 301 000 años de antigüedad.
Las especies de Ptyonoprogne son miembros de la familia de los hirundínidos y están dentro de la subfamilia Hirundininae, que comprende a las golondrinas y aviones, excepto a los aviones de río (género Pseudochelidon), cuyas especies son muy diferentes. Los estudios de secuencia de ADN sugieren que hay tres grandes grupos en Hirundininae, relacionados sobre todo por el tipo de nido que fabrican. Estos grupos son los «aviones principales», incluyendo especies excavadoras como el avión zapador; los que «adoptan» nidos, como la golondrina bicolor, que utiliza cavidades naturales, y los que construyen su nido con barro, como las especies de Ptyonoprogne. Las especies de Hirundo también construyen nidos abiertos, mientras que los aviones de Delichon fabrican uno cerrado y las golondrinas de los géneros Cecropis y Petrochelidon crean uno cerrado con forma de retorta y con un túnel de entrada.
Ptyonoprogne se relaciona de forma cercana con el amplio género de golondrinas Hirundo, pero un análisis de ADN mostró que un género Hirundo coherente debería también incluir a todos los géneros de aves que utilizan barro para construir su nido. Aunque los nidos de los aviones dentro de Ptyonoprogne se parecen a los de las especies Hirundo típicas como la golondrina común, el estudio demostró que si los aviones dentro de Delichon, Cecropis y Petrochelidon se consideran géneros aparte, como normalmente se hace, Ptyonoprogne también debe permanecer separado.

## Descripción

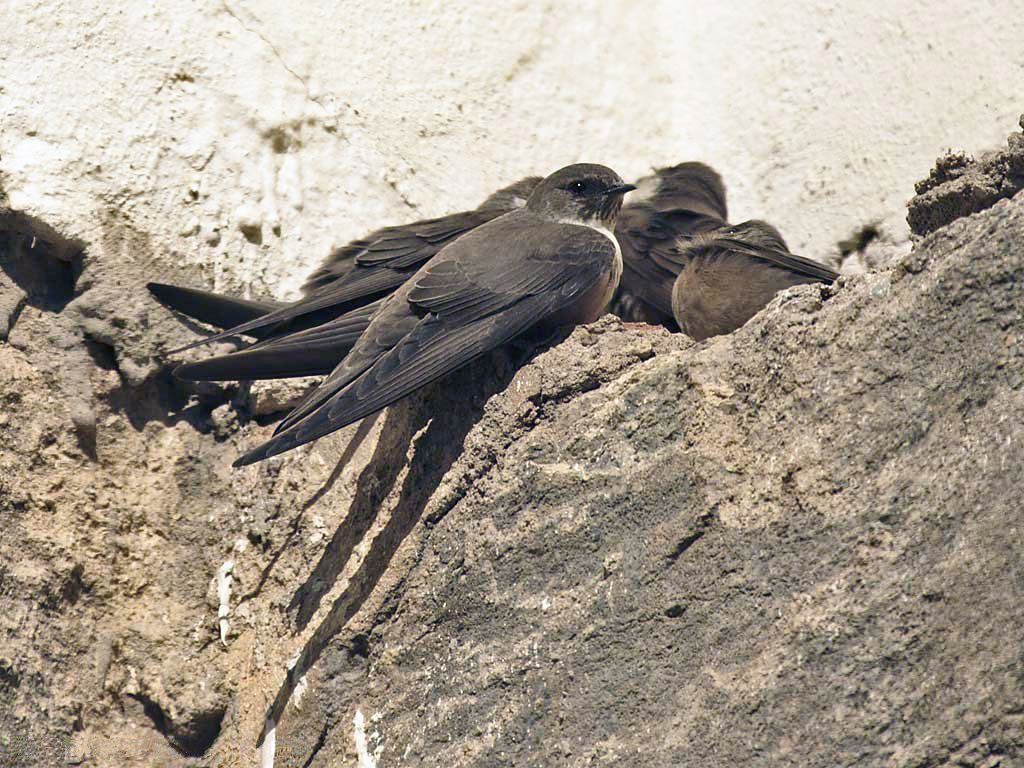
Un grupo descansando en una superficie rocosa.

El avión roquero mide entre 13 y 15 cm de largo, tiene una envergadura de entre 32 y 34,5 cm y pesa en promedio 23 g. Las partes superiores de su plumaje son color marrón ceniza y las partes inferiores son más claras. Además, su cuerpo, alas y cola son más anchos que los de cualquier otro miembro europeo de Hirundinidae. La cola es cuadrada y corta, con manchas blancas cerca de la punta de todas las plumas, a excepción de los pares de plumas centrales y exteriores. El plumaje debajo de la cola y de las alas es negruzco, los ojos son marrones, el pequeño pico es mayoritariamente negro y las patas son de un tono marrón rosado. Ambos sexos son similares, pero los jóvenes tienen manchas de color beis en el plumaje de su cabeza, en las partes superiores y debajo de las alas. Esta especie se puede distinguir del avión zapador por ser de mayor tamaño, por las manchas blancas en la cola y por la carencia de una banda marrón en el pecho. En las zonas donde el área de distribución coincide con el de otra especie de Ptyonoprogne, el avión roquero es más oscuro, amarronado y es un 15 % más grande que el avión isabelino, y de mayor tamaño y más claro que el avión oscuro, particularmente en sus partes inferiores. Las manchas blancas de la cola del avión roquero son significativamente mayores que las de sus parientes.
El vuelo del avión roquero es relativamente lento para un miembro de la familia de los hirundínidos. Combina aleteos rápidos con planeos largos con las alas extendidas, y sus largas y flexibles plumas primarias le dan la agilidad necesaria para maniobrar cerca de las paredes de los acantilados. La velocidad promedio del vuelo migratorio para estas aves es de 9,9 m/s, a diferencia de los aproximadamente 11 m/s típicos de los hirundínidos, pero los datos disponibles son limitados. Suele volar alto, y al hacerlo, muestra las manchas blancas en su cola cuando la despliega. Sus vocalizaciones incluyen un pli agudo y corto, así como unos piieh y tshir que son similares a los del pardillo común y del avión común, respectivamente.

## Hábitat y distribución

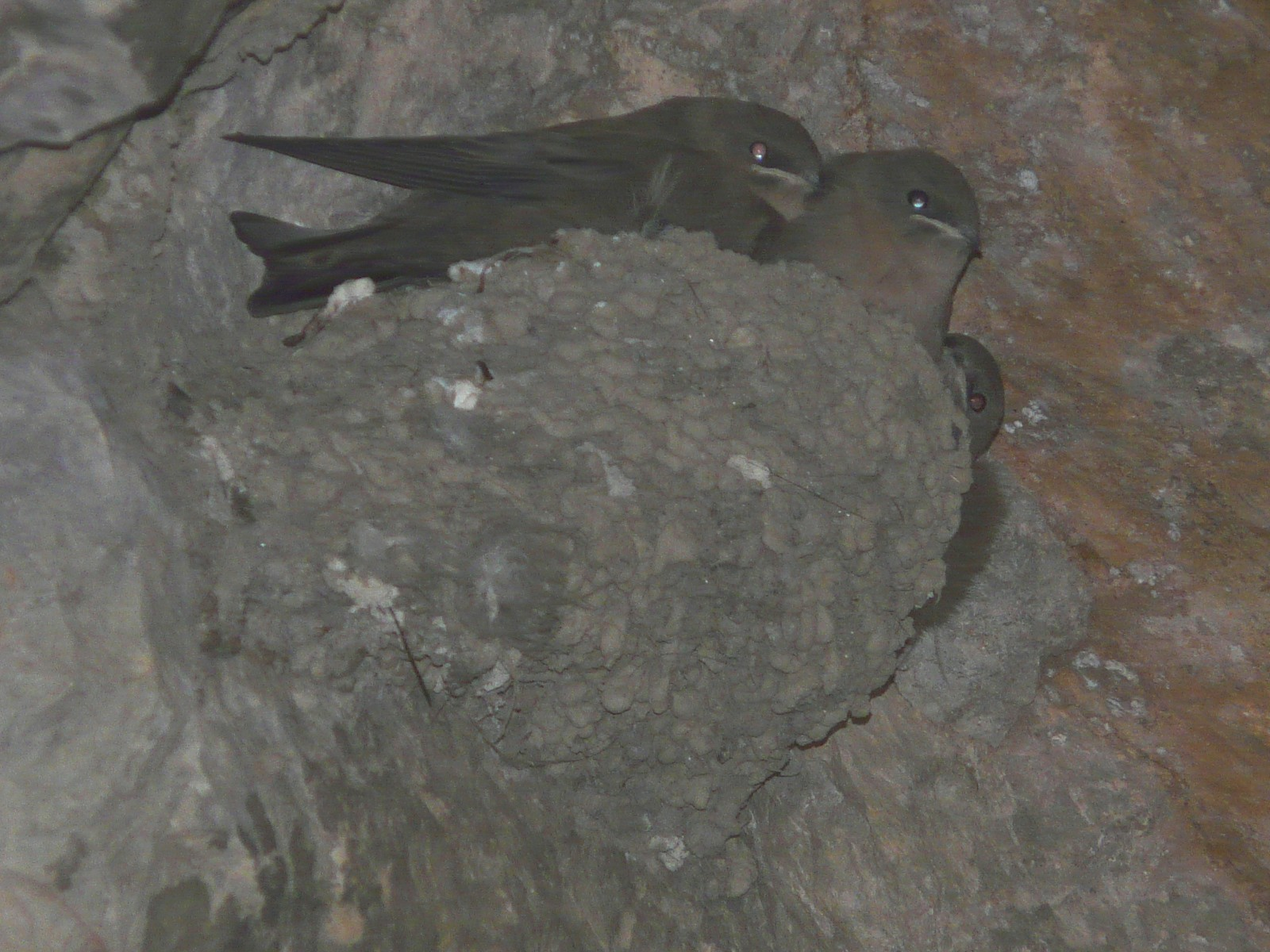
Un nido de avión roquero, con especímenes jóvenes.

El avión roquero se reproduce en las montañas desde península ibérica y el noroeste de África, el sur de Europa, el golfo Pérsico y los Himalayas hasta el suroeste y el noreste de China. Las poblaciones del norte son migratorias, ya que los ejemplares europeos hibernan en África del Norte, Senegal, Etiopía y el Valle del Nilo. Las parvadas asiáticas se trasladan al sur de China, la India y el Medio Oriente. Algunos ejemplares habitantes de Europa permanecen al norte del Mediterráneo y, como los aviones de áreas más cálidas como la India, Turquía y Chipre, simplemente descienden a territorios de menor altitud luego de la época de apareamiento. El área de distribución se delimita por los 20 °C de la isoterma de julio y las áreas donde hibernan necesitan una temperatura de unos 15 °C, lo que propicia que haya suficientes insectos para cubrir sus necesidades alimenticias. Esta especie es poco frecuente en cualquier punto que se encuentre hacia el norte de su área de reproducción. Por ejemplo, existen sólo ocho reportes del Reino Unido, ninguno de Irlanda y el primero de Suecia fue relativamente reciente, en 1996. Al sur de las zonas donde normalmente hiberna, se lo ha visto vagabundeando en Gambia.
Los aviones roqueros habitan en áreas montañosas con acantilados secos, cálidos y con salientes y en cañones. La altitud típica a la que moran va de 2000 a 2700 m, pero en zonas de reproducción de Asia Central puede ser de hasta 5000 m. Los sitios donde el avión roquero elige anidar son muy similares a aquellos donde lo hace el murciélago montañero; con frecuencia, ambas especies se reproducen en los mismos sitios y tienen una distribución casi idéntica en Europa. En el sur de Asia, las poblaciones migratorias europeas a veces se unen a bandadas de aviones oscuros y anidan en forma comunitaria en salientes, acantilados o edificios.

## Comportamiento

### Reproducción

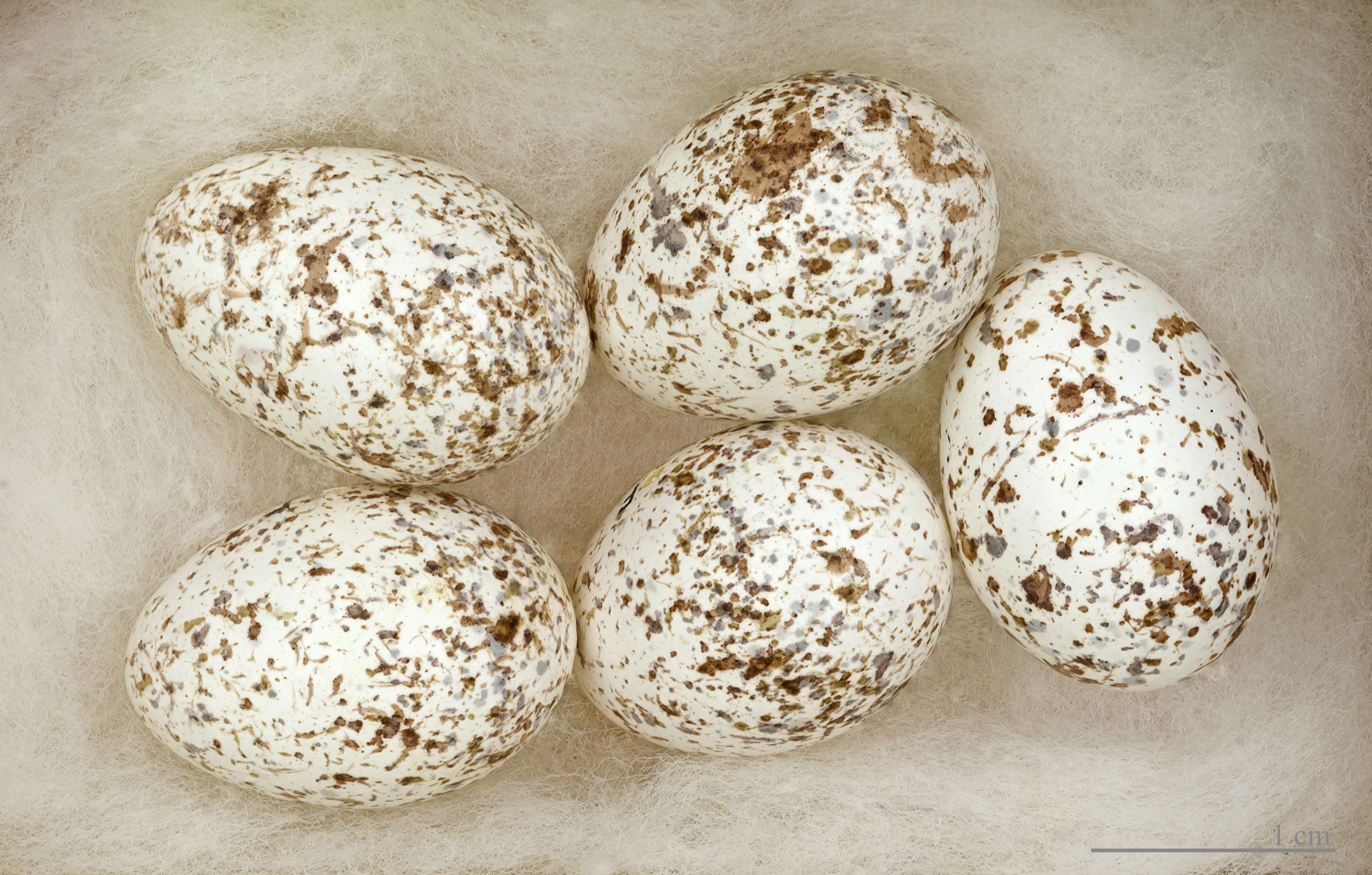
Huevos de Ptyonoprogne rupestris.

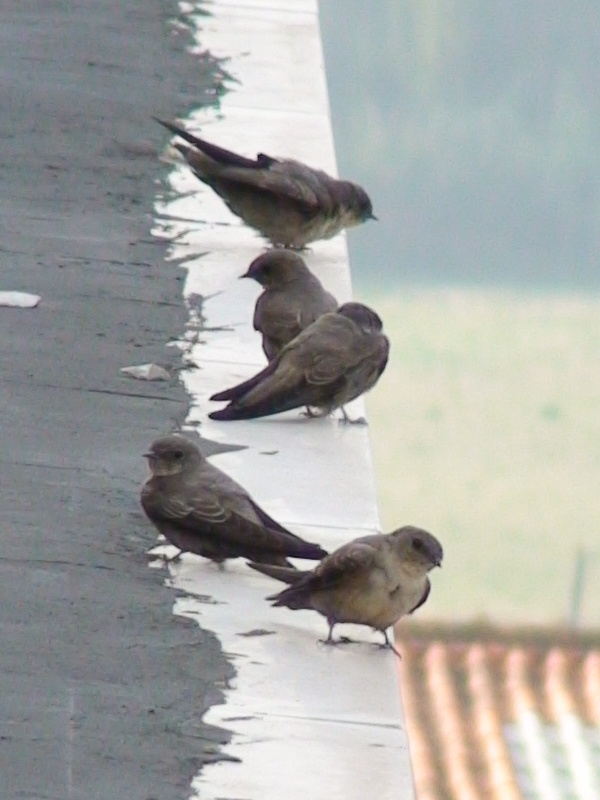
Un grupo de aviones roqueros sobre un techo en Alcobaça, Portugal.

Las parejas de avión roquero anidan solas o en pequeñas colonias de, en general, menos de diez nidos. Estos suelen estar a separados por una distancia de 30 m entre sí y cada pareja defiende agresivamente su territorio de otros individuos, ya sean de otras especies o de la suya propia. La temporada de apareamiento abarca de mayo a agosto, y durante ella generalmente tienen dos nidadas. El nido, construido por ambos padres, tiene forma de media taza abierta y está hecho de barro, recubierto de material suave como plumas o pasto seco. Se sitúa bajo una saliente en la pared rocosa de algún acantilado, en una grieta, una cavidad o en una estructura elaborada por el hombre. Se fabrica en un tiempo que va de una a tres semanas y es reutilizado para la segunda nidada y también en años posteriores. Suele poner de dos a cinco huevos, con un promedio de tres. Son blancos, con manchas amarronadas particularmente hacia la zona más ancha, y miden en promedio 20,2 x 14 mm, además de pesar aproximadamente 2,08 g. Los incuba mayoritariamente la hembra, durante un período de trece a diecisiete días, hasta que nacen; los pichones se vuelven volantones de veinticuatro a veintisiete días más tarde. Ambos padres alimentan a los polluelos cada dos a cinco minutos, y continúan siendo alimentados unos catorce a veintiún días después de que les salgan las plumas. Debido a esta frecuencia de alimentación, los adultos forrajean en las mejores zonas de caza en la vecindad inmediata del nido, ya que cuanto más lejos vuelen para conseguir su comida, más demorarían en alimentar a los pichones. Según un estudio italiano, la tasa de nacimientos es del 80,2 % y el número promedio de pichones que se vuelven volantones es de 3,1.
El avión roquero ha utilizado cada vez más en las últimas décadas las casas u otras estructuras construidas por el hombre para anidar. Esta gran disponibilidad de lugares donde construir un nido le ha permitido a la especie expandir su área de distribución, pero es posible que esto lleve a que compita con otros hirundínidos, como la golondrina común o el avión común, que también aprovechan los sitios artificiales de anidación. El estudio también demostró que, a semejanza de otros cazadores aéreos, el comienzo de la temporada de reproducción se puede retrasar debido al clima frío o húmedo, pero estos factores no tienen influencia sobre el tamaño de la nidada ni sobre el número de pichones que se vuelven volantones. De forma inesperada, se descubrió que una vez que estos nacen, hay una relación negativa entre la temperatura y el número de polluelos con plumas. El autor sugirió que el clima cálido secaba los ríos de donde los padres obtenían el alimento. El tamaño de las colonias tampoco influye en la fecha de anidación, el tamaño de la nidada ni la cantidad de pichones que se desarrollan exitosamente, aunque de todas formas esta especie no forma grandes colonias.

### Alimentación
El avión roquero se alimenta principalmente de insectos que captura en su pico durante el vuelo, aunque ocasionalmente los captura sobre las rocas, el suelo o en la superficie del agua. Durante el período de reproducción, suele volar alrededor de las paredes rocosas de los acantilados en busca de insectos, ya sea dentro o fuera del territorio de anidación. En otras ocasiones, cazan volando sobre corrientes de agua o llanuras alpinas. Los insectos que comen varían según dónde habitan y pueden incluir moscas, hormigas, arañas y escarabajos. Es común que se alimenten también de especies acuáticas como los plecópteros, tricópteros o zapateros al menos en España e Italia. A diferencia de otros hirundínidos, estas aves se alimentan cerca de sus sitios de anidación, lo que las hace vulnerables ante las fluctuaciones de las poblaciones de insectos. Este avión es gregario fuera de la temporada de reproducción y puede formar bandadas considerables donde la comida abunde. Las paredes de los acantilados generan ondas estacionarias en el aire que hacen que se concentren más insectos cerca de las áreas verticales. El avión roquero aprovecha la zona cercana al acantilado cuando caza, valiéndose de su gran habilidad para maniobrar y realizar giros cerrados.

### Fidelidad a dormideros de invernada

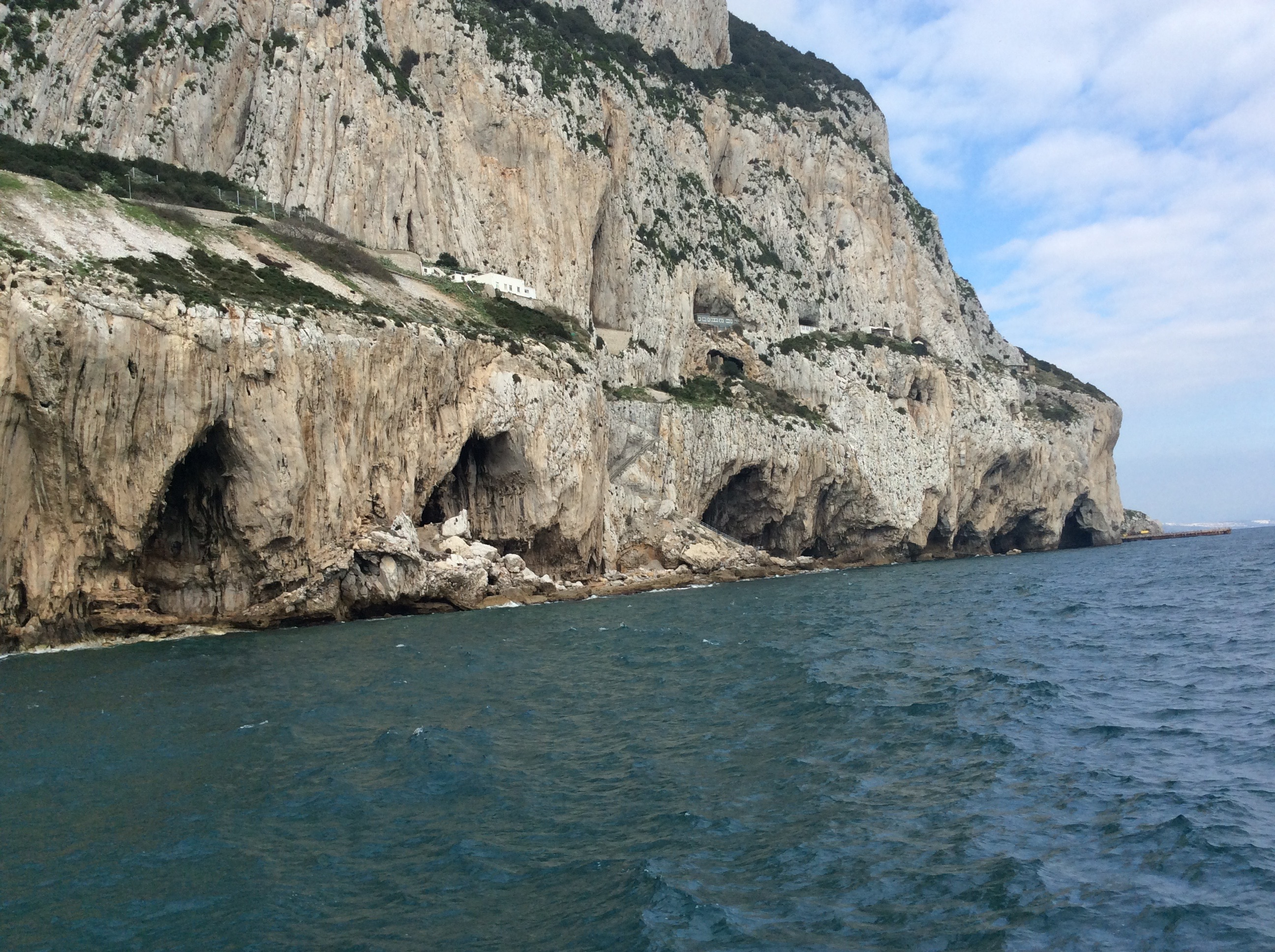
El complejo de cuevas de Gorham en Gibraltar es el dormidero de invernada que alberga la mayor cantidad de aviones roqueros a nivel mundial.

Se sabe que los aviones roqueros forman grandes agrupaciones en dormideros de invernada, el mayor siendo el del complejo de cuevas de Gorham en Gibraltar. Un estudio realizado en estas cuevas y publicado en la revista científica Scientific Reports en 2021, reveló que las aves muestran una fidelidad muy notable hacia cuevas individuales dentro y entre años. La marca y recaptura de estas aves demostró que había una posibilidad de más del 90 % de volver a capturar aves en las mismas cuevas donde fueron capturadas por primera vez. El estado físico de las aves de diferentes cuevas sugiere diferencias en la calidad del dormidero que se correlaciona con la aptitud de los aviones roqueros y, por lo tanto, con su supervivencia.

## Predadores y parásitos
Esta especie es presa ocasionalmente del halcón peregrino, con el que comparte el hábitat montañoso. También, durante su migración a través de los Himalayas, suele ser alimento de cuervos. Otras especies, como el cernícalo común, el gavilán, el arrendajo y el cuervo común, son consideradas predadoras y reciben múltiples clavados a modo de ataque si se aproximan al lugar de anidación de este avión. Pese a la agresividad general de la especie, tolera al avión común, quizás porque una población numerosa de esa ave tan gregaria funciona como una alerta efectiva contra los predadores. Otra especie considerada predadora es la lechuza.
El avión roquero hospeda ácaros que se alimentan de su sangre y pertenecen al género Dermanyssus, como por ejemplo D. chelidonis y el ácaro nasal Ptilonyssus ptyonoprognes. Se descubrieron dos nuevas especies de parásitos en este avión: la mosca Ornithomya rupes en Gibraltar y la pulga Ceratophyllus nanshanensis en China.

## Estado de conservación
Se estima que la población europea del avión roquero ronda entre 360 000 y 1 110 000 individuos, es decir, de 120 000 a 370 000 parejas en condiciones de reproducirse. Se estima que la población mundial de estas aves es de entre 500 000 y 5 000 000 individuos y que Europa aloja entre un cuarto y la mitad del total. Además, se cree que la distribución de las poblaciones se está expandiendo hacia el norte, debido en parte al incremento en el uso de estructuras artificiales para anidar. Se reportó una expansión del área de distribución en Austria —donde emplean los puentes de las rutas para fabricar su nido—, en Suiza, la ex Yugoslavia, Rumania y Bulgaria. Debido a lo ya mencionado y a estos elevados números, no se considera que el avión esté amenazado y se clasifica como especie bajo preocupación menor en la Lista Roja de la UICN.